# Iwan Połozkow
Iwan Kuźmicz Połozkow (ros. Ива́н Кузьми́ч Полозко́в, ur. 16 lutego 1935 we wsi Lesz-Płota w obwodzie kurskim) – radziecki działacz partyjny.
Od był funkcjonariuszem Komsomołu, od 1958 należał do KPZR, 1965 ukończył Wszechzwiązkowy Zaoczny Instytut Finansowo-Ekonomiczny, a 1977 Wyższą Szkołę Partyjną przy KC KPZR. W aparacie partyjnym pracował 1975-1983 jako instruktor w wydziale organizacyjnym KC KPZR, później został sekretarzem, a 3 czerwca 1985 I sekretarzem Komitetu Krajowego KPZR w Krasnodarze (do 25 lipca 1990). Od 14 lipca 1990 do 23 sierpnia 1991 członek Biura Politycznego KC KPZR (członek KC KPZR w latach 1986-1991). Był inicjatorem założenia odrębnej partii komunistycznej dla Rosji w ramach KPZR, na wzór pozostałych republik radzieckich - 1990-1991 był I sekretarzem KC Komunistycznej Partii Rosyjskiej Federacyjnej Socjalistycznej Republiki Radzieckiej. Powstanie Komunistycznej Partii RFSRR uznawane jest dziś za jeden z kroków, który doprowadził do dezintegracji systemu komunistycznego i upadku ZSRR. W latach 1989–1991 I. Połozkow był deputowanym ludowym ZSRR.